# Caespitotheca forestalis
Caespitotheca forestalis är en svampart som först beskrevs av Mena, och fick sitt nu gällande namn av S. Takam. & U. Braun 2005. Caespitotheca forestalis är ensam i släktet Caespitotheca som ingår i familjen Erysiphaceae.   Inga underarter finns listade i Catalogue of Life.